# Бучек, Мариан
Ма́риан Бу́чек (пол. Marian Buczek, 14 марта 1953 год, Цешанув, Польша) — католический прелат, епископ харьковский-запорожский с 19 марта 2009 года по 12 апреля 2014 год.

## Биография
С 1973 по 1979 год обучался в Высшей духовной семинарии в Пшемысле. 16 июня 1979 года Мариан Бучек был рукоположен в священника, после чего служил во львовской архиепархии.
4 мая 2002 года Римский папа Иоанн Павел II назначил Мариана Бучека вспомогательным епископом львовской архиепархии и титулярным епископом Фебианы. 20 июня 2002 года состоялось рукоположение Мариана Бучека в епископа, которое совершил львовский архиепископ кардинал Мариан Яворский в сослужении с апостольским нунцием на Украине и титулярным архиепископом Сисции Николой Этеровичем и префектом Папского Дома Станислаовм Дзивишем.
16 июля 2007 года был назначен вспомогательным епископом харьковско-запорожской епархии. 19 марта 2009 года Римский папа Бенедикт XVI назначил Мариана Бучека епископом харьковско-запорожским.
12 апреля 2014 года подал в отставку.

## Награды
- Орден «За Заслуги» III степени (2009)[1].